# Skjern Kommune
| Strukturdaten       | Strukturdaten             |
| ------------------- | ------------------------- |
| Sitz der Verwaltung | Skjern                    |
| Fläche              | 327,51 km²                |
| Einwohner           | 13.146 (2006)             |
| Kommune seit 2007   | Ringkøbing-Skjern Kommune |

Skjern Kommune war bis Dezember 2006 eine dänische Kommune im damaligen Ringkjøbing Amt in Jütland. Im Januar 2007 wurde sie mit den Gemeinden Holmsland, Ringkøbing, Videbæk und Egvad zur Ringkøbing-Skjern Kommune zusammengeschlossen.
Skjern Kommune entstand im Zuge der Verwaltungsreform von 1970 und umfasste folgende Sogn:
- Bølling Sogn
- Dejbjerg Sogn
- Faster Sogn
- Hanning Sogn
- Skjern Sogn
- Fjelstervang Sogn
- Stauning Sogn
- Sædding Sogn
- Sønder Borris Sogn